# Ёндер, Айсель
Ёндер, Айсель — турецкая паралимпийская спортсменка. Она имеет множество титулов чемпионки мира в помещении и Европы, а также является обладательницей нескольких мировых, паралимпийских и европейских рекордов. Она соревнуется в спринте на 400 м в классе инвалидности T20.

## Биография

### Ранние годы
Айсел Ёндер родилась в Хатае, на юге Турции, 24 июня 2005 года. Она завершила своё начальное и среднее образование в Измире.
Когда Ёндеру было 13 лет, она играла в футбол. Однажды её учитель физкультуры взял её на соревнования по лёгкой атлетике, где она заняла первое место в своей первой гонке. Позже её начали привлекать к соревнованиям по кроссу. Она привлекла внимание тренера по лёгкой атлетике Дамлы Тан, которая связалась с её родителями, чтобы убедить её перейти в лёгкую атлетику. Поскольку ей больше нравился футбол, она занималась обоими видами спорта около года или полутора лет. В конце концов, она выбрала лёгкую атлетику. Иногда она играет в футбол как хобби вместе с братьями.

### Карьера
Она является членом клуба Enka SK в Стамбуле,  где её тренирует Дамла Тан.
На чемпионате мира по лёгкой атлетике Virtus 2024 в Реймсе, Франция, она выиграла золотую медаль на дистанции 400 м и установила новый рекорд мира в помещении с результатом 57,54. Она также завоевала серебряную медаль на 200 м с результатом 25,12 и ещё одну золотую медаль в эстафете 4x200 м, установив новый рекорд мира в помещении с результатом 1:46,82.
Ёндер завоевала серебряную медаль на дистанции 400 м с результатом 55,19 на чемпионате мира по паралимпийской атлетике 2024 года в Кобе, Япония.
Она завоевала пять золотых медалей на чемпионате Европы по лёгкой атлетике Virtus 2024 в Уппсале, Швеция: на дистанции 400 м с результатом 57,54, на 200 м с результатом 24,87, установив новый рекорд Европы, в эстафете 4x100 м с результатом 49,93, установив новый рекорд мира, в смешанной эстафете 4x200 м с результатом 1:38,69, установив новый рекорд Европы, и в эстафете 4x400 м с результатом 4:09,91.
Ёндер квалифицировалась для представления своей страны на Летних Паралимпийских играх 2024 года в Париже, Франция, став первой спортсменкой из Турции в дисциплине 400 м T20.
Она заняла первое место в предварительном забеге на 400 м T20, установив новый мировой и паралимпийский рекорд с результатом 54,96 2 августа 2024 года. В финале она завоевала серебряную медаль с результатом 55,23, отстав от золотого призёра на 0,07 секунды.
На 2024 год Ёндер занимает второе место в мировом рейтинге.